# Ексетер Чифс
Ексетер Чифс (енгл. Exeter Chiefs) је енглески рагби јунион клуб из града Ексетер који се такмичи у Премијершип-у. Боја Ексетера је црна, а капитен екипе Дин Мам. Највише утакмица за Чифсе одиграо је Мет Џис - 98, највише есеја дао је такође Мет Џис - 22, а најбољи поентер у историји Ексетера је Герет Стенсон - 845 поена.
Први тим
Дин Мам
Џек Новел
Крисендер Бота
Оли Водбурн
Џејмс Шорт
Мет Џис
Адам Хугс
Џек Арнот
Ијан Вајтен
Џош Џонс
Сем Хил
Фил Долман
Герет Стенсон
Хенри Слејд
Дејв Лујис
Томас Валдром
Дејв Еверс
Бен Вајт
Џулијан Салви
Том Џонсон
Дон Арманд
Демијан Велч
Џони Хил
Оли Еткинс
Хери Вилијамс
Карл Ример
Бен Мун
Томас Френсис
Алекс Браун
Шон Малтон